# Університет Індрапрастхи Ґуру Ґобінда Сінґха
Університет Індрапрастхи Ґуру Ґобінда Сінґха (англ. Guru Gobind Singh Indraprastha University, GGSIPU або IPU, гінді गुरु गोबिन्द सिंह इन्द्रप्रस्थ विश्वविद्यालय) — університет в Делі, Індія, підпорядкований Національній столичній території Делі.